# Лаваш
Лавашът (на арменски: լավաշ; на азербайджански: lavaş; на турски: lavaş; на кюрдски: nanê loş; на персийски: لواش) е тънък, мек, безквасен хляб, който се прави в тандур и се яде в Задкавказието, Югозападна Азия и около Каспийско море. Това е един от най-разпространените видове хляб в Армения, Азербайджан, Иран и Турция. Приготвя се от пшенично тесто и сол.
Някои съвременни специалисти по храните твърдят, че лавашът произлиза от Армения, докато други казват, че корените му са вероятно в Иран. През 2014 г. „лавашът, приготвянето, значението и външния вид на традиционния хляб като израз на културата в Армения“ е вписан в списъка на нематериалното културно наследство на човечеството на ЮНЕСКО. Това решение води до възражения в Азербайджан, Иран, Киргизстан и Казахстан, които твърдят, че храната е регионална, а не арменска.

## Характеристика
Лавашът е много тънък (2 – 5 mm), с овална форма. Стандартните му размери са около 90 – 110 cm на дължина и около 40 – 50 cm на ширина. Тежи не повече от 250 грама. Лавашът се съхранява в окачено състояние до охлаждане, след което се подрежда на купчини от 8 – 10 реда. Изсъхва бързо на въздух и може да се съхранява много дълго време, когато е сух.